# Usui Kohei
Kohei Usui (sinh ngày 16 tháng 7 năm 1979) là một cầu thủ bóng đá người Nhật Bản.

## Sự nghiệp câu lạc bộ
Kohei Usui đã từng chơi cho Shonan Bellmare, Yokohama FC, Montedio Yamagata và Tochigi SC.